# Mörtschach

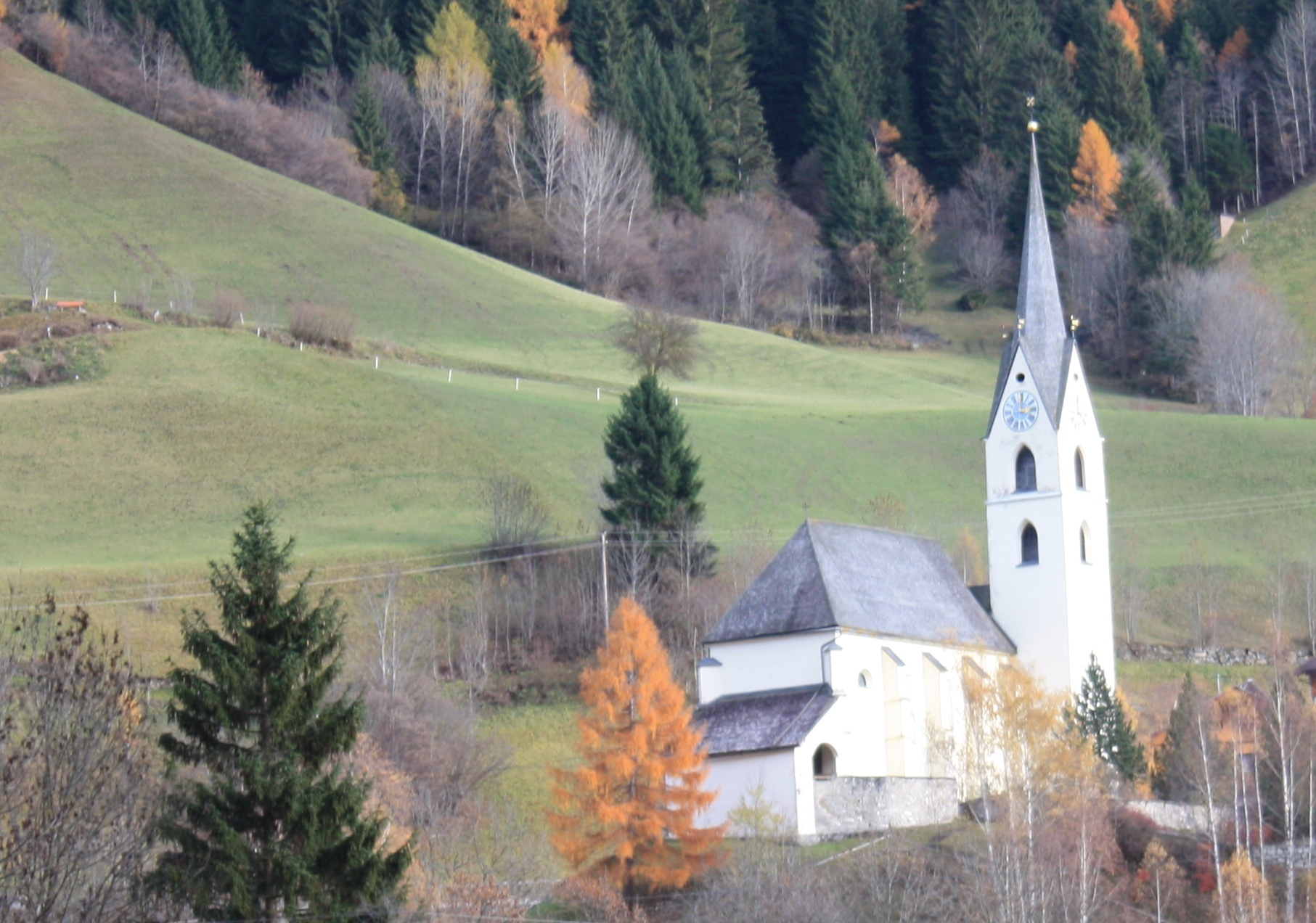
Pfarrkirche in Mörtschach

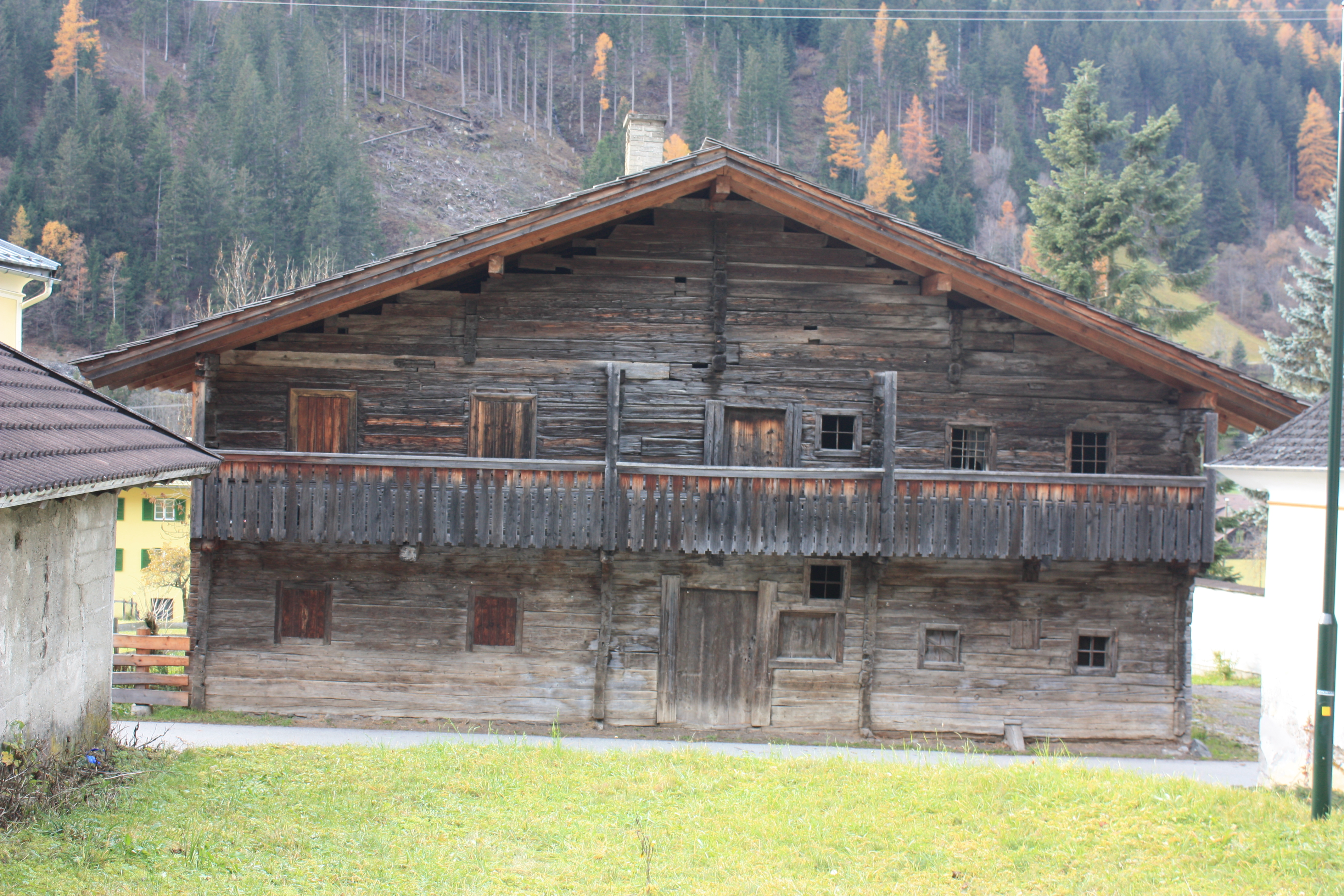
Bauernhaus

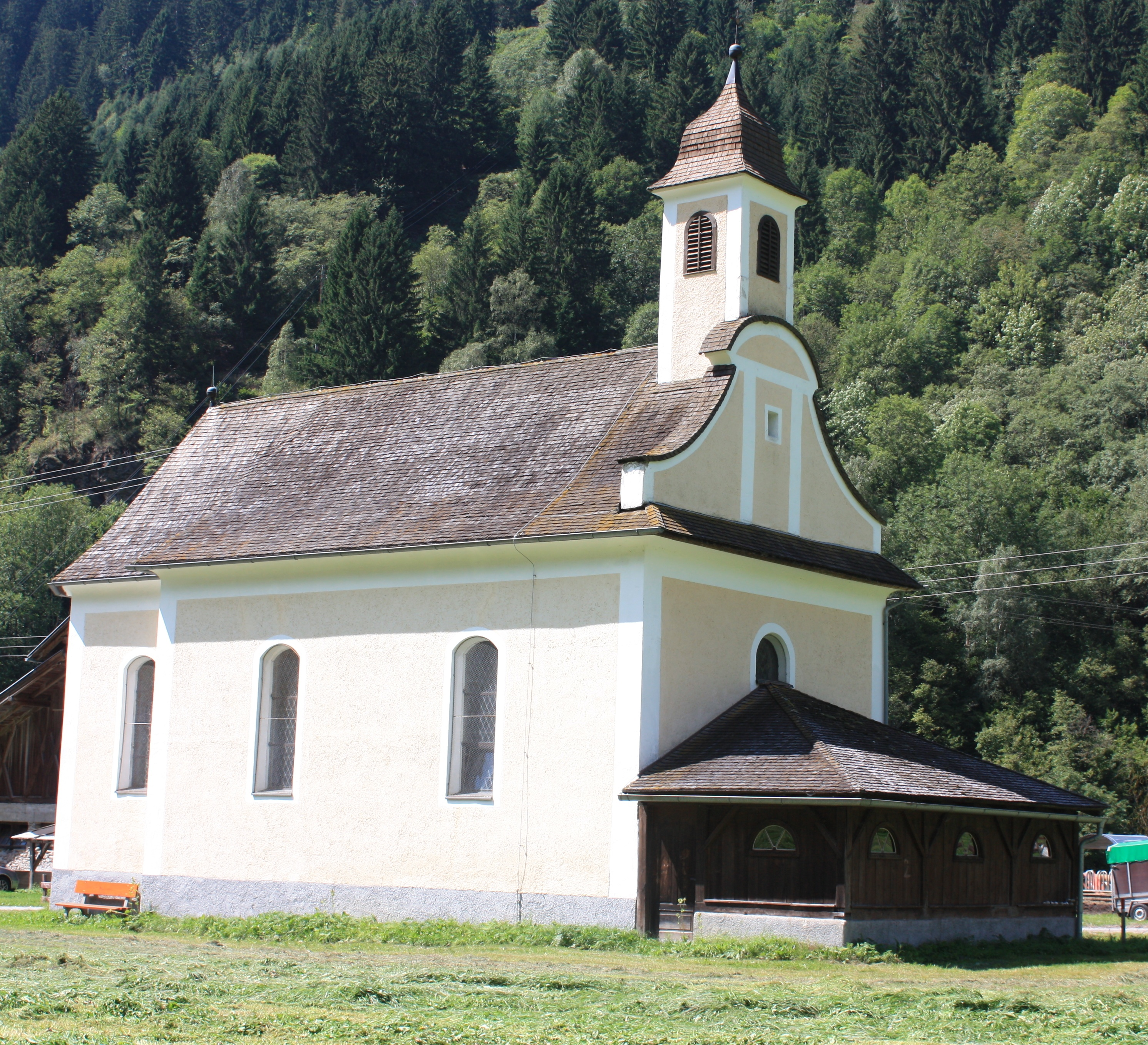
Wallfahrtskirche Maria in der Au

Mörtschach ist eine Gemeinde mit 819 Einwohnern (Stand 1. Jänner 2024) im Bezirk Spittal an der Drau im österreichischen Bundesland Kärnten.

## Geographie

### Geographische Lage
Das Gemeindegebiet liegt im äußersten Westen Kärntens im oberen Mölltal. Es wird im Westen von der Schobergruppe, im Osten vom Sadnig, einem Ausläufer des Sonnblickmassivs, begrenzt. Die Ortschaft Mörtschach selbst liegt in etwa 950 m Seehöhe, der höchste Berg des Gemeindegebiets ist das Petzeck mit einer Höhe von 3283 m ü. A.
Mörtschach hat einen wesentlichen Gebietsanteil am Nationalpark Hohe Tauern.

### Gemeindegliederung
Die Gemeinde Mörtschach mit den Katastralgemeinden Mörtschach und Stranach besteht aus folgenden Ortschaften (in Klammern Einwohnerzahl Stand 1. Jänner 2024):
- Asten (30)
- Auen (24)
- Lassach (130)
- Mörtschach (269)
- Mörtschachberg (6)
- Pirkachberg (40)
- Rettenbach (60)
- Stampfen (127)
- Stranach (133)

### Nachbargemeinden
|                     | Großkirchheim                               |          |
| Nußdorf-Debant (LZ) | Kompassrose, die auf Nachbargemeinden zeigt | Flattach |
| Winklern            | Rangersdorf                                 | Stall    |

## Geschichte
Der Name Mörtschach stammt vom slawischen Begriff „Mori´ce“ ab.
Besiedelt wurde das Gebiet im Mittelalter infolge des Goldbergbaues. Aus den Bergbauknappen gingen in weiterer Folge die ersten landwirtschaftlichen Siedler hervor. Erstmals urkundlich erwähnt wurde Mörtschach im Jahr 1256.
Die beiden Katastralgemeinden Mörtschach und Stranach kamen bei der Bildung von Ortsgemeinden im Jahr 1850 zunächst zur Gemeinde Winklern und verselbständigten sich erst 1898 zur Ortsgemeinde Mörtschach. Anlässlich der Gemeindestrukturreform von 1973 wurde Mörtschach ein zweites Mal mit Winklern vereinigt, spaltete sich aber nach einer Volksbefragung, bei der 78 % der Bevölkerung für die Eigenständigkeit stimmten, 1991 erneut ab.
Von großer Bedeutung für die Gemeinde, sowohl aus wirtschaftlicher – und insbesondere touristischer – als auch aus ökologischer Sicht war die Schaffung des Nationalparks Hohe Tauern im Jahr 1981, zu dessen Kerngebiet die Großglockner- und die Schobergruppe zählen, und dessen Außenzone bis ins Tal reicht.
In der Ortschaft Asten (im Astental) befand sich lange Zeit die höchstgelegene Schule des Bundeslandes Kärnten (1700 m), die allerdings 2005 auf Grund von sinkenden Schülerzahlen geschlossen wurde.

## Bevölkerung
Zum Zeitpunkt der Volkszählung 2001 hatte Mörtschach 942 Einwohner, davon waren 97,8 % österreichische Staatsbürger. Damit gehörte Mörtschach zu den zehn kleinsten Gemeinden Kärntens. Die Einwohnerzahl ist seit den 1970er Jahren rückläufig.
96,2 % der Bevölkerung bekannten sich 2001 zur römisch-katholischen und 0,8 % zur evangelischen Kirche, 0,6 % waren ohne religiöses Bekenntnis.

### Bevölkerungsentwicklung
| Mörtschach: Einwohnerzahlen von 1869 bis 2024       | Mörtschach: Einwohnerzahlen von 1869 bis 2024 | Mörtschach: Einwohnerzahlen von 1869 bis 2024 | Mörtschach: Einwohnerzahlen von 1869 bis 2024 | Mörtschach: Einwohnerzahlen von 1869 bis 2024 |
| --------------------------------------------------- | --------------------------------------------- | --------------------------------------------- | --------------------------------------------- | --------------------------------------------- |
| Jahr                                                |                                               |                                               |                                               | Einwohner                                     |
| 1869                                                | 1869                                          |                                               | 939                                           | 939                                           |
| 1880                                                | 1880                                          |                                               | 894                                           | 894                                           |
| 1890                                                | 1890                                          |                                               | 870                                           | 870                                           |
| 1900                                                | 1900                                          |                                               | 872                                           | 872                                           |
| 1910                                                | 1910                                          |                                               | 803                                           | 803                                           |
| 1923                                                | 1923                                          |                                               | 812                                           | 812                                           |
| 1934                                                | 1934                                          |                                               | 910                                           | 910                                           |
| 1939                                                | 1939                                          |                                               | 863                                           | 863                                           |
| 1951                                                | 1951                                          |                                               | 858                                           | 858                                           |
| 1961                                                | 1961                                          |                                               | 903                                           | 903                                           |
| 1971                                                | 1971                                          |                                               | 994                                           | 994                                           |
| 1981                                                | 1981                                          |                                               | 956                                           | 956                                           |
| 1991                                                | 1991                                          |                                               | 944                                           | 944                                           |
| 2001                                                | 2001                                          |                                               | 942                                           | 942                                           |
| 2011                                                | 2011                                          |                                               | 823                                           | 823                                           |
| 2021                                                | 2021                                          |                                               | 823                                           | 823                                           |
| 2024                                                | 2024                                          |                                               | 819                                           | 819                                           |
| Quelle(n): Statistik Austria, Gebietsstand 1.1.2021 |                                               |                                               |                                               |                                               |

## Kultur und Sehenswürdigkeiten
- Die auf einem Hügel stehende Pfarrkirche Hl. Leonhard in Mörtschach wurde 1516 erbaut und ist dem Hl. Leonhard geweiht. Erwähnenswert ist die "Fleißner" Madonna, geschnitzt 1931 vom Bildhauer Max Domenig.
- Die Wallfahrtskirche Maria Hilf im Ortsbereich von Auen ist eine kleine Kirche mit Chor und zweiachsigem Langhaus mit einem Giebeltürmchen. Sie wurde 1806 errichtet.

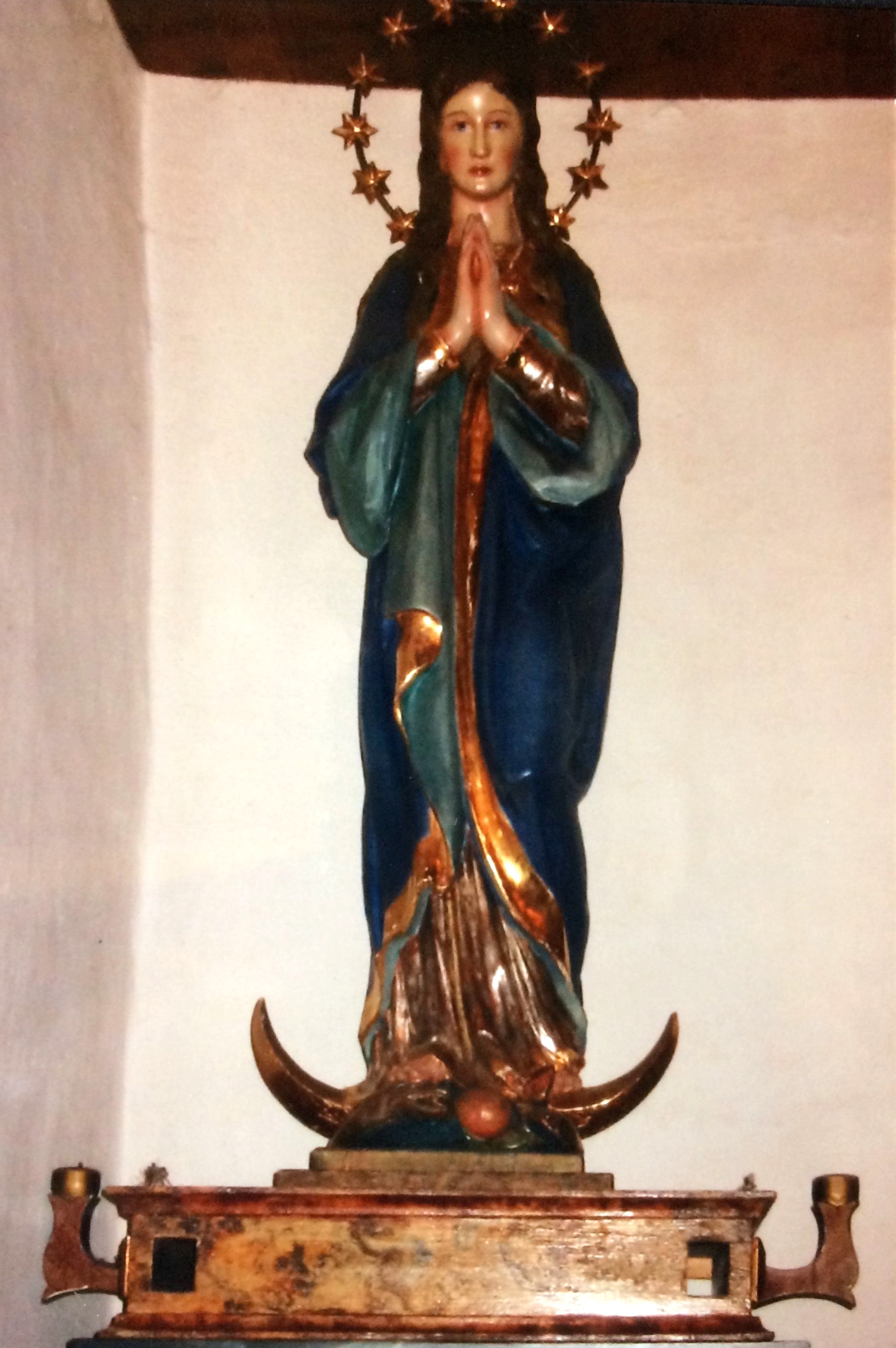
Die "Fleischner" Madonna in der Pfarrkirche von Mörtschach im Mölltal

- Marienkapelle
- Wallnerkapelle

## Wirtschaft und Infrastruktur
Während früher die Landwirtschaft unter schwierigen Bedingungen der Haupterwerbszweig in der Gemeinde war, hat in den letzten Jahrzehnten – insbesondere seit der Eröffnung des Nationalparks Hohe Tauern 1981 – der Tourismus eine immer größere wirtschaftliche Bedeutung gewonnen. So stieg die Anzahl der Übernachtungen von 24.252 im Jahr 2008 auf 36.664 im Jahr 2019. Danach erfolgte ein Rückgang durch COVID. Im Jahr 2022 wurden wieder rund 30.000 Übernachtungen gezählt.

### Wirtschaftssektoren
Die folgende Tabelle zeigt die Entwicklung der Anzahl der Betriebe und der Beschäftigten in den Wirtschaftssektoren:
| Wirtschaftssektor            | Anzahl Betriebe | Anzahl Betriebe | Anzahl Betriebe | Erwerbstätige | Erwerbstätige | Erwerbstätige |
| Wirtschaftssektor            | 2021            | 2011            | 2001            | 2021          | 2011          | 2001          |
| ---------------------------- | --------------- | --------------- | --------------- | ------------- | ------------- | ------------- |
| Land- und Forstwirtschaft 1) | 39              | 115             | 118             | 56            | 45            | 60            |
| Produktion                   | 13              | 8               | 7               | 43            | 21            | 14            |
| Dienstleistung               | 25              | 29              | 28              | 60            | 61            | 73            |

1) Betriebe mit Fläche in den Jahren 2010 und 1999, Arbeitsstätten im Jahr 2021

### Verkehr
Die Großglockner Straße (B 107) verbindet Mörtschach mit den Nachbargemeinden Großkirchheim im Norden und Winklern im Süden.

## Politik

### Gemeinderat und Bürgermeister
Der Gemeinderat von Mörtschach hat 11 Mitglieder und setzt sich seit der Gemeinderatswahl 2021 wie folgt zusammen:
- 3 ÖVP
- 7 LgM (Richard Unterreiner – Liste für ein gemeinsames Mörtschach)
- 1 FPÖ

Direkt gewählter Bürgermeister ist seit 2015 Richard Unterreiner (LgM).

### Wappen
Das Wappen von Mörtschach versinnbildlicht die für das ganze Mölltal typische Verknüpfung von Natur- und Kulturraum. Der grüne Schildgrund symbolisiert Natur und Nationalpark, die Kette ist das Attribut des heiligen Leonhard, Patron der Mörtschacher Pfarrkirche und Schutzheiliger des Viehs. Das im Wappen stilisierte Kärntner Tauernblümchen, ein einjähriges Enziangewächs, kommt nur in alpinen Höhenlagen über 1900 m Seehöhe vor und ist unter anderem im oberen Mölltal heimisch.
Das Wappen wurde der Gemeinde am 25. April 1995 mit folgender Blasonierung verliehen: „In grünem Schild von einem silbernen Ketteninnenbord umschlossen die silberne Blüte des Kärntner Tauernblümchens (Lomatogonium carinthiacum).“ Die Fahne ist Grün-Weiß mit eingearbeitetem Wappen.

## Persönlichkeiten

### Söhne und Töchter der Gemeinde
- Rudolf Wurzer (1920–2004), Architekt, Hochschulprofessor und Politiker
- Kurt Freisitzer (1928–2010), Soziologe